# Келецеле
Келецеле (рум. Călățele) — село у повіті Клуж в Румунії. Входить до складу комуни Келецеле.
Село розташоване на відстані 352 км на північний захід від Бухареста, 44 км на захід від Клуж-Напоки.

## Населення
За даними перепису населення 2002 року у селі проживали 1218 осіб.
Національний склад населення села:
| Національність | Кількість осіб | Відсоток |
| -------------- | -------------- | -------- |
| румуни         | 977            | 80,2%    |
| цигани         | 231            | 19,0%    |
| угорці         | 8              | 0,7%     |

Рідною мовою назвали:
| Мова      | Кількість осіб | Відсоток |
| --------- | -------------- | -------- |
| румунська | 983            | 80,7%    |
| циганська | 226            | 18,6%    |
| угорська  | 7              | 0,6%     |